# Dowschanka (Podilsk)
Dowschanka (ukrainisch Довжанка; russisch Должанка Dolschanka) ist ein Dorf in der ukrainischen Oblast Odessa mit etwa 850 Einwohnern (2001).
Das Anfang des 19. Jahrhunderts gegründete Dorf (eine weitere Quelle nennt das Jahr 1824) liegt nahe der Grenze zur abtrünnigen Region Transnistrien der Republik Moldau am Ufer des Jahorlyk (Ягорлик), einem 73 km langen Nebenfluss des Dnister, 10 km südwestlich vom ehemaligen Rajonzentrum Okny und 180 km nordwestlich vom Oblastzentrum Odessa.
Die Fernstraße M 13/E 584 verläuft etwa 4 km südlich des Dorfes.
Am 10. Februar 2018 wurde das Dorf ein Teil der Siedlungsgemeinde Okny; bis dahin bildete es zusammen mit den Dörfern Artyriwka (Артирівка), Halotschi (Галочі), Illja (Ілля) und Odaji (Одаї) die Landratsgemeinde Dowschanka (Довжанська сільська рада/Dowschanska silska rada) im Südwesten des Rajons Okny.
Seit dem 17. Juli 2020 ist es ein Teil des Rajons Podilsk.